# هيجة مراد الاعسان (فرع العدين)

تعديل مصدري - تعديل

هيجة مراد الاعسان محلة تابعة لقرية الزاهر، التابعة لعزلة العاقبة بمديرية فرع العدين إحدى مديريات محافظة إب في الجمهورية اليمنية، بلغ تعداد سكانها 49 حسب تعداد اليمن لعام 2004.